# Valentina Sandu-Dediu
Valentina Sandu-Dediu (n. 27 noiembrie 1966, București, România) este o muzicologă, pianistă și profesoară universitară română, membru corespondent al Academiei Române (din 2025).

## Activitatea profesională
Sandu-Dediu a studiat la Universitatea Națională de Muzică București, între 1986-1990: pian, cu Aurora Ienei, și muzicologie, la clasa lui Grigore Constantinescu. În 1991 a efectuat un stagiu de studii la Weimar, cu o bursă oferită de Alban-Berg-Stiftung.
Între anii 1990-1993, a fost redactor la Editura Muzicală din București și asistent universitar la Universitatea Națională de Muzică București, unde a continuat ascendent în ierarhia didactică, predând istoria muzicii, stilistică muzicală și muzicologie. Între anii 1993-1997, a fost cercetător la Institutul de Istoria Artei „George Oprescu”, pe domeniul istoriei muzicii contemporane românești. În anul 1995 și-a susținut teza de doctorat „Ipostaze stilistice și simbolice ale manierismului în muzică”. Între anii 1998-2004 a beneficiat de o bursă a Fundației Ernst-von-Siemens pentru un proiect asupra muzicii românești între 1944-2000, concretizat în editarea câte unei cărți pe această temă, în Germania și România. Din anul 2000, Valentina Sandu-Dediu este colaboratoare a enciclopediei germane Die Musik in Geschichte und Gegenwart (MGG). Este editorul publicației Musicology Today, la Universitatea Națională de Muzică București. Este rector al institutului de studii avansate New Europe College București, din 2014. 
A susținut conferințe academice în Europa, Israel și SUA. A publicat peste 500 de cronici muzicale, mai ales în revistele „Muzica”, „Actualitatea muzicală”, „Dilema veche”, „România literară”. A inițiat (în 2014) și conduce talk show-ul Round Table Romania, la Universitatea Națională de Muzică București.
Este membră în:
- Uniunea Compozitorilor și Muzicologilor din România (U.C.M.R. - secția muzicologie)
- Fundația Mihail Jora (Colegiul Criticilor Muzicali)
- Societatea Internațională de Muzică Contemporană (S.I.M.C. - secția română), în cadrul căreia, între 1994-1995, a fost director de proiect al Centrului de Informare asupra Muzicii Noi, sponsorizat de Fundația Soros
- Societatea Română Mozart
- International Musicological Society
- Gesellschaft für Musikforschung

## Distincții
- 1987: Premiul pentru critică muzicală, acordat de Suplimentul literar-artistic al Scânteii Tineretului
- 1989: Premiul I și Premiul ATM (Colegiul Criticilor Muzicali) la Concursul Național de muzicologie Gh. Dima, Cluj
- 1990: Diplomă de onoare acordată de Fundația Fraților Sârghie pentru cel mai bun absolvent al Universității de Muzică din București
- 1992: Premiul Fundației Mihail Jora pe anul 1991, pentru cartea Wozzeck - Profeție și împlinire
- 1997: Premiul Academiei Române pentru cartea Ipostaze stilistice și simbolice ale manierismului în muzică
- 1998: Premiul Uniunii Compozitorilor și Muzicologilor din România pentru cartea Dan Constantinescu – esențe componistice. 1998, 2000,
- 2004: Förderpreis al Fundației “Ernst von Siemens”, pentru un proiect muzicologic privitor la o carte despre muzica românească din ultimii 50 de ani
- 2004: Ordinul „Meritul pentru învățământ” în grad de Cavaler, oferit de Președintele României
- 2008: Premiul Academiei de Științe Berlin-Brandenburg, acordat de Fundația Peregrinus (Rudolf Meimberg)
- 2010: Premiul Uniunii Compozitorilor și Muzicologilor pe anul 2010, pentru volumul Alegeri, atitudini, afecte. Despre stil și retorică în muzică
- 2014: Premiul Uniunii Compozitorilor și Muzicologilor pe anul 2014, pentru volumul Octave paralele
- 2018: Doctor honoris causa la Academia de Muzică Gheorghe Dima Cluj-Napoca[4][5]
- 2025: Membru corespondent al Academiei Române[2]

## Cărți publicate
- Wozzeck - profeție și împlinire, București, Editura Muzicală, 1991, 188 pag.
- Ipostaze stilistice și simbolice ale manierismului în muzică, București, Editura Muzicală, 1997, 288 pag.
- Dan Constantinescu - esențe componistice, monografie scrisă în colaborare cu Dan Dediu, 1998, București, Inpress, 288 pag. Ed. a 2-a București, Editura Muzicală, 2013
- Studii de stilistică și retorică muzicală, curs universitar, Universitatea Națională de Muzică București, 1999, 86 pag.
- Ludwig van Beethoven, București, Editura Muzicală, 2000, 134 p.; ediție revăzută: București, Editura Didactică și Pedagogică, 2008, 115 pag.
- Simpozionul Anatol Vieru - 1999 (editor), București, Editura Muzicală. 2001
- Muzica românească între 1944-2000, București, Editura Muzicală, 2002, 288 p.
- Muzica nouă între modern și postmodern, București, Editura Muzicală, 2004, 300 p.
- Rumänische Musik nach 1944, Saarbrücken, Pfau, 2006, 314 p.
- Alegeri, afecte, atitudini. Despre stil și retorică în muzică. București, Editura Didactică și Pedagogică, 2010, 284 pag.; ediția a doua: 2013
- Robert Schumann, București, Editura Didactică și Pedagogică, 2011, 144 pag.
- Octave paralele. București, Humanitas, 2014
- Music in Dark Times. Europe East and West (editor). București: Editura Universității Naționale de Muzică, 2017
- În căutarea consonanțelor. București, Humanitas, 2017

## Discografie
- Dan Dediu - Chamber Works [Don Giovanni/Juan (Irina Muresanu, Valentina Sandu-Dediu), Griffon (Sanda Crăciun, Valentina Sandu-Dediu)], Romanian Radio Broadcasting Corporation, Romania, 1998, DDCD 1001, UCMR-ADA 8A12030
- Muzică pentru Goethe [Gheorghe Firca, Freisinn (Vladimir Deveselu, Valentina SanduDediu)], 2001, Roton România
- Romanian Music for Clarinet and Piano, Ray Jackendoff – clarinet, Valentina Sandu-Dediu – piano [Lucrări de Marțian Negrea, Ștefan Niculescu, Dan Dediu, Constantin Silvestri]. 1. Editura Muzicală 018, Bucharest, 2002. UCMR-ADA 2 A 12373. 2. Albany Records, U.S.A., 2003.
- Recital de clarinete Aurelian Octav Popa. Piano – Valentina Sandu-Dediu, Fundația Societatea de concerte Bistrița, Okean, 2004.
- Subito de W.Lutoslawski, împreună cu Diana Moș, pe CD-ul In memoriam Witold Lutoslawski, Institutul Polonez la București, 2004. 14
- Dan Dediu – Apfelwürmer: I.B.Ștefănescu (Flöte), V.Sandu-Dediu, D.Dediu (Klavier) Fulgor, Fantasia fantomagica sul B.E.C.H. (Piano vierhändig); Apfelwürmer (Piano vierhändig, Flöte), Cavalli-Records, Bamberg, CCD 288, 2007.
- Dan Dediu – Piano Pieces: D.Dediu/V. Sandu-Dediu (Idyllen und Guerrillen, op. 76), NEOS Music (Deutschlandradio), 2007.
- Dan Dediu, Spheres: Diana Moș/V.Sandu-Dediu, Un bestiar mitologic, Casa Radio, 2013.